# Super Proton Synchrotron

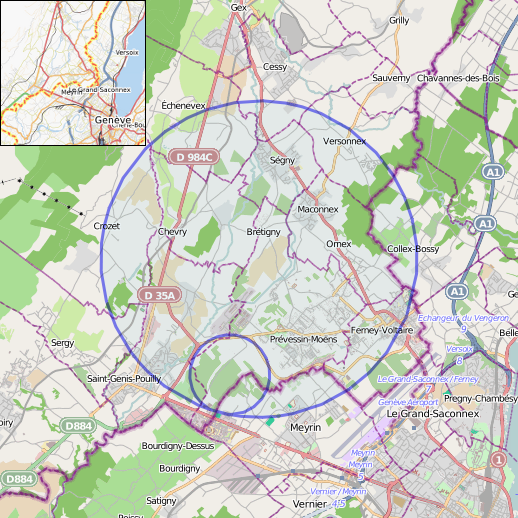
Lage und Größe des LHC-Rings zusammen mit dem kleineren Ring des SPS

Das Super Proton Synchrotron (SPS) ist ein Teilchenbeschleuniger des Typs Synchrotron am CERN. Das SPS wird verwendet, um Protonen und Bleiionen (als Vorbeschleuniger des Large Hadron Collider (LHC)), Antiprotonen, Elektronen, Positronen und Schwerionen zu beschleunigen. Dabei werden diese Teilchen meist ihrerseits im Proton Synchrotron vorbeschleunigt.

## Technische Daten
Das SPS erreicht Teilchenenergien bis zu 450 GeV. Es hat einen Umfang von 6912 Metern und besteht neben Hohlraumresonatoren aus 744 Dipolmagneten und 216 Quadrupolen.

## Geschichte
Das Super Proton Synchrotron wurde unter Generaldirektor John Adams entworfen und gebaut. Am 17. Juni 1976 ging es in Betrieb. Ursprünglich war er als 300 GeV-Beschleuniger gedacht, erreichte dann jedoch 400 GeV. Auch wenn dies eine hervorragende Leistung war, war es kein Weltrekord, da bereits ein paar Monate zuvor der Hauptring (Main Injector) des Fermilabs 500 GeV erreichte.
Von 1981 bis 1984 wurde der Beschleuniger für den Zusammenstoß von Hadronen genutzt (speziell Proton-Antiproton), wie zum Beispiel bei den UA1- und UA2-Experimenten, welche zur Entdeckung der W- und Z-Bosonen führten, wofür Carlo Rubbia und Simon van der Meer im Jahr 1984 mit dem Nobelpreis ausgezeichnet wurden. Außerdem entwickelte Simon van der Meer am SPS noch das Verfahren der Stochastischen Kühlung.
Im Jahr 1999 wurde außerdem im NA48-Experiment die CP-Verletzung nachgewiesen.
Das Super Proton Synchrotron versorgte bis Dezember 2012 das CNGS-Experiment, bei dem ein Neutrinostrahl zum 730 km entfernten Gran Sasso Labor in Italien gesendet wurde.

## Aktuelle Experimente
Aktuell wird es im Rahmen des COMPASS-Experiment (NA58), das NA61-Experiment (SHINE), und das NA62-Experiment verwendet.

## Super-SPS
Für die Zukunft des Large Hadron Collider ist ein Upgrade zum High Luminosity Large Hadron Collider geplant, um die Luminosität ab 2025 zu erhöhen. Dafür müssten auch die meisten Vorbeschleuniger erneuert werden, inklusive des SPS, um eine höhere Anzahl an Protonen zu beschleunigen.